# Turbaína
Turbaína é uma marca de refrigerante regional pertencente à Ferráspari, empresa criada no ano 1932 em Jundiaí, interior paulista, com gosto semelhante ao tutti-frutti, muito parecido com o Guaraná, geralmente vendida em garrafas âmbar (a mesma da cerveja tradicional), nos dias atuais, são mais usadas garrafas feitas em PET.

## História
Inicialmente, a empresa Ferráspari produzia balas com sabor de Turbaína. Com o tempo, a fabricação foi extinta dando lugar ao refrigerante.
O nome foi criado pelo italiano Pedro Pattini e, no início, foi utilizado como nome para as balas fabricadas por ele em seu início de carreira empresarial no Brasil. Quando começou a produzir refrigerantes, os mesmos herdaram o nome.
No Brasil, a fama do nome deve-se ao fato de, nas décadas de 1940 e 1950, os concorrentes pedirem autorização ao proprietário da marca para usarem o sufixo dela em seus produtos. Surgiram assim a Taubaína, a Itubaína, entre outras marcas.
Devido ao custo baixo (cerca de 20% do valor de uma Coca-Cola), as Tubaínas são muito populares no interior de São Paulo. Dentre as mais conhecidas temos: Tubaína Rainha (já extinta), Tubaína Conquista, Tubaina Funada, Tupinambá (extinta), Elite (já extinta), Cristalina, Frutty Bom, Simba, Don, Arco Iris, Estrela, Guarani, Minada, São José, Itubaína (Schincariol), Tubaína Baré, Tubaina Bremer (também extinta) entre muitas outras.
O termo Tubaína (sem o r) passou a designar, de maneira genérica, os refrigerantes mais baratos e populares, mas o refrigerante produzido pela Ferráspari continua sendo Turbaína.